# Королевская аудиенсия Панамы
Королевская аудиенсия и канцелярия Панамы на Континенте (исп. Audiencia y Cancillería Real de Panamá en Tierrafirme) — суд апелляционной инстанции и административная структура в испанской Америке. Создавалась трижды.

## Первое создание
Впервые Аудиенсия Панамы была создана королевским декретом от 26 февраля 1538 года. Под её юрисдикцию попали провинции Кастилья-де-Оро и Верагуа, то есть территории от Магелланова пролива на юге до залива Фонсека на севере. Декретом от 23 мая 1539 года под юрисдикцию Аудиенсии Панамы из-под юрисдикции Аудиенсии Санто-Доминго была также переведена провинция Никарагуа. Члены Аудиенсии прибыли в Панаму и приступили к своим обязанностям в 1539 году, приняв дела у прежнего губернатора. Первым президентом Аудиенсии стал Франсиско Перес де Роблес. Под патронажем Аудиенсии были организованы различные экспедиции. Однако Аудиенсия погрязла в коррупции, и итоги расследования привели к тому, что в 1543 году она была ликвидирована, а вместо неё было учреждено две новых — в Гватемале и в Лиме.

## Второе создание
8 сентября 1563 года был издан королевский декрет о переводе Аудиенсии из Гватемалы в Панаму. Аудиенсия приступила к работе на новом месте 15 мая 1565 года. На этот раз подчинённая Аудиенсии территория простиралась от залива Фонсека на севере до Буэнавентуры в Новом королевстве Гранада на юге. Президент Аудиенсии являлся подчинённым в административных вопросах по отношению к вице-королю Перу.
Аудиенсия была ликвидирована в 1717 году из-за плохого ведения дел её членами, подчинённая её территория была переведена под юрисдикцию Аудиенсии Перу.

## Третье создание
Перевод Панамы под юрисдикцию далёкого Перу привёл к ухудшению управления регионом, и 21 июля 1722 года Аудиенсия Панамы была создана в третий раз. С 1739 года она стала подчиняться воссозданному вице-королевству Новая Гранада. 20 июня 1751 года из-за финансовых проблем Аудиенсия была ликвидирована. Для военного и административного управления регионом в Панаме было создано генерал-комендантство, которое в юридических вопросах было подчинено Аудиенсии Лиме, а с 1752 года — Аудиенсии Боготы.